# Classe Knud Rasmussen
Pour les articles homonymes, voir Knud Rasmussen (homonymie) et Rasmussen.
La classe Knud Rasmussen est une classe de patrouilleurs de la Marine royale danoise comprenant trois navires entrés en service à partir de 2008 à la base navale de Korsør.

## Description
Les navires de la classe Knud Rasmussen ont été conçus pour remplacer les petits patrouilleurs de la classe Agdlek (en). Ils sont significativement plus grands que ceux-ci, permettant des patrouilles plus loin en mer. Les tâches normales des navires de la classe incluent des inspections des pêches, la protection environnementale, la recherche et sauvetage, l'application de la souveraineté, des missions de brise-glace, des opérations de remorquage et de sauvetage ainsi que de l'assistance générale aux gouvernements du Danemark et du Groenland incluant des tâches policières.
Les navires de la classe ont un hélipont, mais n'ont pas de hangar d'aéronef. Ils peuvent néanmoins effectuer du ravitaillement d'hélicoptères pendant que les rotors continuent de fonctionner, augmentant ainsi le rayon d'action des hélicoptères. L'armement standard des navires de la classe Knud Rasmussen consiste en deux mitrailleuses lourdes de 12,7 mm. Les navires comprennent également deux supports modulaires StanFlex (en), un sur le gaillard et un à l'arrière de la superstructure, qui peuvent être équipés avec un canon multi-usages, des missiles surface-air, des torpilles anti-sous-marine ou bien d'autres charges qui ne sont pas des armes. Deux autres positions sont préparées mais non installées sur les côtés bâbord et tribord de l'hélipont.

## Liste des navires
| Pennant number | Nom                  | Quille           | Lancement        | Service         | Statut |
| -------------- | -------------------- | ---------------- | ---------------- | --------------- | ------ |
| P570           | HDMS Knud Rasmussen  | 21 novembre 2005 | 19 octobre 2006  | 18 février 2008 | actif  |
| P571           | HDMS Ejnar Mikkelsen | 10 novembre 2006 | 1er juillet 2007 | 16 janvier 2009 | actif  |
| P572           | HDMS Kauge Koch      | 12 mai 2014      | 20 avril 2015    | 11 mai 2016     | actif  |